# 比格尔 (莱茵兰-普法尔茨州)
比格尔是德国莱茵兰-普法尔茨州的一个市镇。总面积6.52平方公里，总人口463人，其中男性232人，女性231人（2011年12月31日），人口密度71人/平方公里。